# Shale

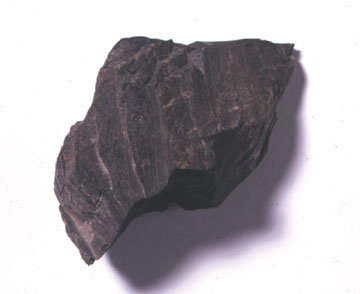
Ejemplar de shale.

El shale (original en inglés, a menudo erróneamente traducido como 'esquisto' o 'pizarra') es una roca detrítica de grano fino, una lutita, con laminación paralela a la estratificación, que no ha sufrido condiciones de metamorfismo. Puede contener hidrocarburos o gas natural, a diferencia del esquisto que sí ha sufrido condiciones de temperatura de entre 250 °C y 300 °C y ha perdido todo el metano, el principal componente del gas natural.
En inglés, el término shale se refiere a esquitos arcillosos, aunque el Diccionario de ciencias de la Tierra (2008) de la Oxford University Press, describe a la shale como una roca sedimentaria, fisible, de grano fino (compuesto por arcilla  o de limo de composiciones minerales no especificado).

## Formas de shale
Se distinguen tres formas de shale:
| Forma         | Descripción |
| ------------- | --- |
| shale negro   | en realidad una lutolita con una alta concentración de materia orgánica que se deposita en entornos euxínicos. Estos sedimentos forman grandes depósitos de hidrocarburos.                       |
| shale «papel» | de color gris a negro, compuesto de delgadas capas paralelas que tienden a degradarse por erosión en delgadas capas sólidas, ligeramente maleables, que recuerdan a hojas de papel superpuestas. |
| shale gaseoso | de color gris o negro, contiene sustancias orgánicas que producen hidrocarburos por destilación, pero que no tiene petróleo libre.                                                               |